# مپیتیوستان
مپیتیوستان (به انگلیسی: Mepitiostane) یک استروئید آنابولیک است. این دارو با نام تجاری تایودِرون (به انگلیسی: Thioderon) توسط شرکت ژاپنی Shionogi تولید می شود.